# Лазар Данило Ігорович
Данило Ігорович Лазар (нар. 30 грудня 1989, Львів) — український футболіст, захисник футбольного клубу «Воркута» (Торонто).